# Vicente Montalbá
Pour les articles homonymes, voir Montalba.
Vicente Montalbá (né à Valence en 1969) est un dessinateur et concepteur graphique espagnol.

## Carrière
En 2015 sort le comics Carroñero, édité par La Cúpula,écrit par Ricard González Vilar. L'histoire se caractérise par des sarcasmes qui font passer un message politique se situant dans un univers fantastique médiéval, traitant de la sorcellerie. Les dessins s'inspirent de Robert Crumb. Plus tard, la bande dessinée Chorizos, atraco a la española, est scénarisée par Ricard González Vilar, et éditée par Grafito Editorial.